# Гугатъярви
Гугатъярви — озеро на территории Поросозерского сельского поселения Суоярвского района Республики Карелия.

## Общие сведения
Площадь озера — 3,2 км², площадь водосборного бассейна — 25,6 км². Располагается на высоте 189,8 метров над уровнем моря.
Форма озера лопастная, продолговатая, вытянуто с северо-запада на юго-восток. Берега озера каменисто-песчаные, местами заболоченные.
С юго-восточной стороны озера вытекает ручей, впадающий в озеро Кивиярви, через которое протекает река Ирста.
В озере расположены шесть безымянных островов.
Населённые пункты возле озера отсутствуют. Ближайший — посёлок Костомукса — расположен в 5,5 км к юго-востоку от озера.
Код объекта в государственном водном реестре — 01040100111102000016818.